# اندیس کامشکان
کامشکان یک اندیس فلزی است که در حوالی شهر مرزبان استان قزوین قرار دارد و مادهٔ معدنی موجود در آن، نقره است.  